# Ozero Zjidinje
Ozero Zjidinje (ryska: Ozero Zhidin’ye, Озеро Жидинье) är en sjö i Belarus.   Den ligger i voblasten Brests voblast, i den västra delen av landet, 220 km sydväst om huvudstaden Minsk. Ozero Zjidinje ligger 139 meter över havet. Arean är 1,8 kvadratkilometer. Den sträcker sig 2,3 kilometer i nord-sydlig riktning, och 1,6 kilometer i öst-västlig riktning.
Trakten runt Ozero Zjidinje består till största delen av jordbruksmark. Runt Ozero Zjidinje är det ganska glesbefolkat, med 31 invånare per kvadratkilometer.